# UNIMA

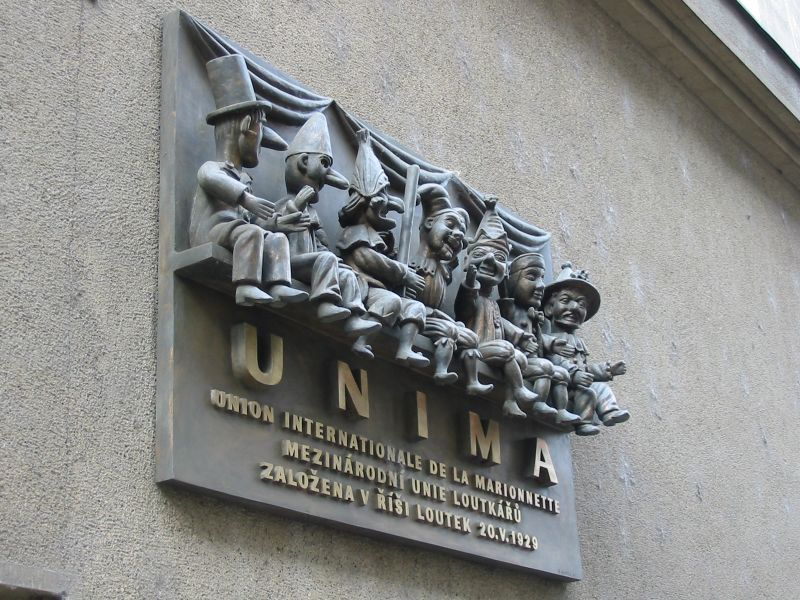
Меморіальна дошка на честь заснування УНІМА, Прага

UNIMA або УНІМА (фр. Union Internationale de la Marionnette, англ. International Puppetry Association, досл. «Міжнародна асоціація театру ляльок. »; українська офіційна назва — Міжнародна Спілка діячів театру ляльок) — міжнародна асоціація діячів театрів ляльок, що об'єднує лялькарів по всьому світу; це найстаріша та найобсяжніша театральна організація у світі.

## Загальні дані

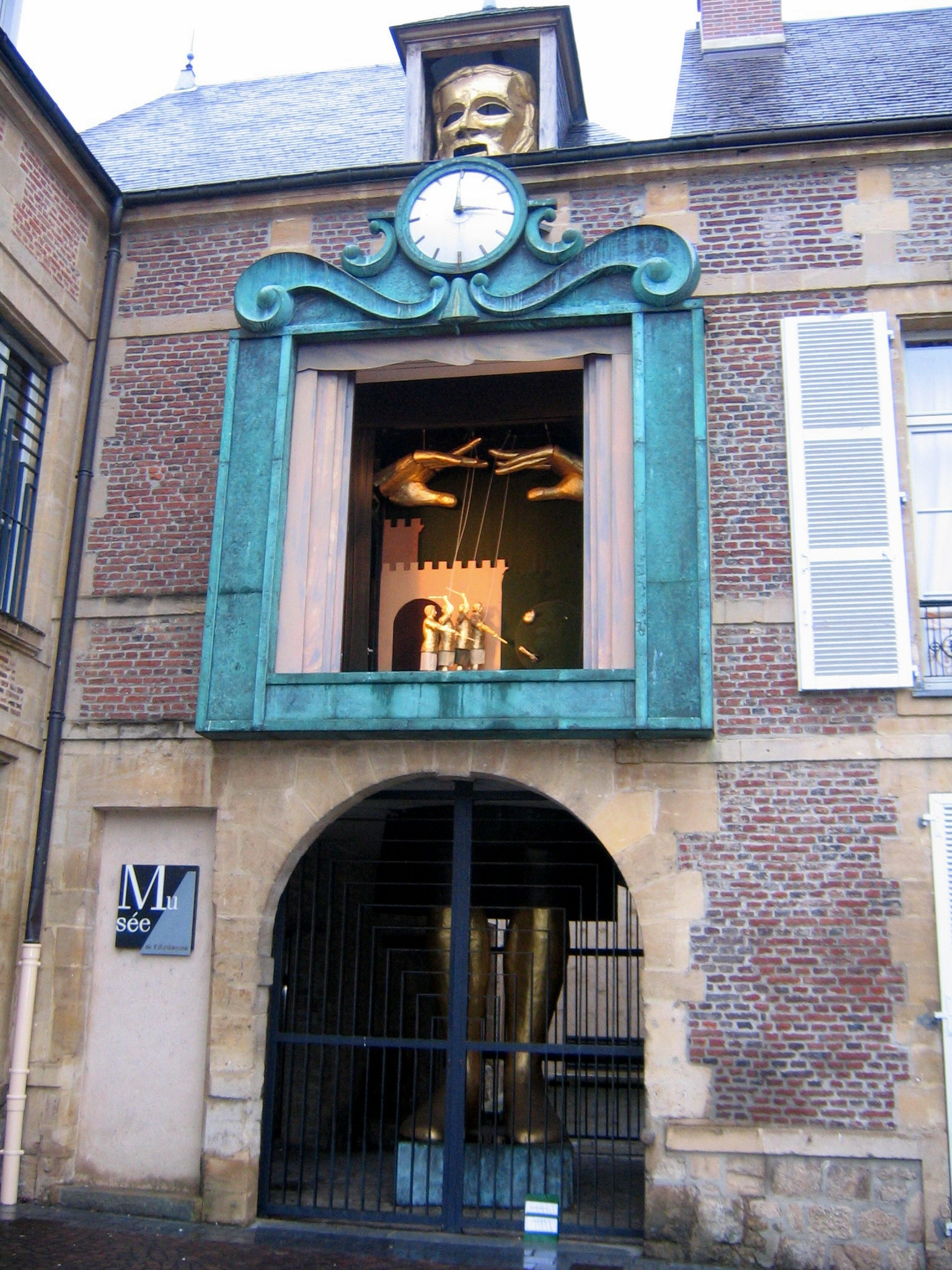
Штаб-квартира УНІМА

УНІМА — це афільована структура ЮНЕСКО. Головною її ціллю є сприяти розвитку лялькового та маріонеткового театру задля дотримання прав людини, зокрема на мир, свободу й розвиток, а також допомагати міжнаціональному та міжкультурному взаєморозумінню. Задля цієї мети Асоціація об'єднує під одним дахом усі можливі види лялькового театру, включно з традиційними та національними (театр тіней, театр великих ляльок, театр ляльок на воді тощо).
У Асоціації існує як колективне (на рівні окремих лялькових театрів), так і персональне (на рівні окремих діячів театру ляльок) членство, крім того діють національні осередки УНІМА, як правило, на базі провідних стаціонарних лялькових театрів.
Теперішня штаб-квартира УНІМА розташована у французькому місті Шарлевіль-Мезьєр.

## З історії асоціації
Міжнародну асоціацію лялькарів було засновано у 1922 році в Празі (Чехія). Подеколи установчим з'їздом Асоціації вважається міжнародна виставка з історії та розвитку сучасного чеського та зарубіжного театру ляльок, яка відбувалася в рамках проведення V-го з’їзду чеських лялькарів у Празі у період від 16 травня по 2 червня 1929 року, в рамках якої власне 20 травня 1929 року (див. головне фото до статті), за ініціативою представників лялькових театрів Австрії, Болгарії, Німеччинни, Радянського Союзу, Румунії, Франції, Чехії та Югославії, й було створено Міжнародну спілку діячів театрів ляльок.
У 1981 році Жак Фелікс (Jacques Felix), тодішній Голова УНІМА переніс штаб-квартиру асоціації до Франції у місто Шарлевіль-Мезьєр, не в останню чергу, щоб зменшити на Асоціацію вплив країн ОВД, які використовували організацію лялькарів нерідко в пропагандистських цілях.
На засдінні Ради УНІМА в червні 2002 року в Атланті (США) було ухвалено рішення про святкування щороку 21 березня Дня лялькового театру.
Станом на теперішній час (2-га половина 2000-х років) UNIMA об'єднує понад 60 національних осередків, зокрема і Український Центр Міжнародної Спілки діячів театру ляльок UNIMA-УКРАЇНА.

## Світові конгреси UNIMA[1]
- 1922: Прага (обрано Президентом Їндржиха Веселого / Jindřich Veselý);
- 1929: Париж;
- 1930: Льєж;
- 1933: Любляна (обрано нового президента Йозефа Скупу, нового генерального секретаря: Яна Малика / Jan Malik);
- 1957: Прага (обрано нового президента Макса Жакоба);
- 1958: Бухарест;
- 1960: Бохум-Брауншвейг;
- 1962: Варшава;
- 1966: Мюнхен;
- 1969: Прага (обрано нового президента Яна Бусселя / Jan Bussell);
- 1972: Шарлевіль-Мезьєр (обрано нового генерального секретаря Генріка Юрковського / Henryk Jurkowski);
- 1976: Москва (обрано нового президента Сергія Образцова);
- 1980: Вашингтон (обрано нового генерального секретаря Жака Фелікса / Jacques Felix);
- 1984: Дрезден (обрано нового президента Генріка Юрковського);
- 1988: Наґоя;
- 1992: Любляна (обрано нового президента Сірппа Сіворі-Асп / Sirppa Sivori-Asp);
- 1996: Будапешт;
- 2000: Магдебург (обрано нового президента Марґарету Нікулеску / Margareta Niculescu);
- 2004: Рієка (обрано нового президента Массімо Шустера / Massimo Schuster; нового генерального секретаря Міґеля Аррече / Miguel Arreche);
- 2008: Перт (обрано нового президента Даді Пудумджі / Dadi Pudumjee (Індія), нового генерального секретаря Жака Трюдо / Jacques Trudeau);
- 2012: Ченду.
- 2021: онлайн (обрано нову президентку Карен Сміт з Австралії)[2]
- 2025: Південна Корея

## «UNIMA— Україна»
Вперше українські лялькарі взяли участь у міжнародних зустрічах з діячами лялькового мистецтва європейських країн у 1929 році під час проведення міжнародної виставки з історії та розвитку сучасного чеського та зарубіжного театру ляльок у рамках V-го з'їзду чеських лялькарів у Празі, який вважається подеколи установчим для створення UNIMA.
Створення представництва UNIMA в Україні відбулося лише у 1958 році, і тоді ж на базі Всеросійського театрального товариства (ВТТ) в Москві, за участю інших 5 республіканських театральних товариств було створено Радянський центр Міжнародної спілки діячів театру ляльок ( UNIMA). Відтак, колективними членами  UNIMA стали 20 провідних театрів ляльок Радянського Союзу та 55 лялькарів як індивідуальні її члени. Проте, офіційний вступ лялькарів СРСР до   UNIMA відбувся лише 1960 року. 
Українську секцію, а згодом Український центр UNIMA  майже 30 років (1958—1987) очолював народний артист України, заслужений діяч мистецтв України, доцент, Віце-президент Радянського центру UNIMA, директор та художній керівник Харківського обласного театру ляльок ім. Н.К. Крупської Віктор Афанасьєв.
Після розпаду СРСР та проголошення незалежних країн у кожній з них утворилися самостійні національні центри UNIMA . Так, у 1992 році при Спілці театральних діячів України (СТДУ) був утворений Український національний центр UNIMA. Президентом центру був обраний народний артист України, художній керівник Київського Муніципального Академічного театру ляльок Сергій Єфремов, який керував центром до 2009 року, і залишився його почесним Президентом.
З 2009 по 2015 р. Президентом українського центру UNIMA  був  заслужений артист України, професор, завідувач кафедри акторського мистецтва та режисури театру ляльок Київського національного університету театру, кіно і телебачення ім. І. К. Карпенка-Карого Леонід Попов, нині почесний президент «UNIMA-Україна».
З травня 2015 року новим Президентом ВГО «UNIMA — Україна» обрано Сергія Брижаня, заслуженого діяча мистецтв України, головного режисера Хмельницького академічного обласного театру ляльок. 
Сьогодні до складу ВГО «UNIMA — Україна» входять провідні майстри театру ляльок України, актори, режисери, художники, театрознавці, історики театру ляльок, викладачі вищих навчальних закладів. Офіційна назва — «Всеукраїнська громадська організація UNIMA — Україна».

## Виноски
1. ↑  UNIMA in dates. Архів оригіналу за 26 березня 2009. Процитовано 3 квітня 2009.
2. ↑  Сергій ВИННИЧЕНКО (21 квітня 2021). Всесвітній конгрес UNIMA 2021 (ua) . Портал «Театральна риболовля». Архів оригіналу за 6 травня 2021. Процитовано 2021-5-6.
3. ↑  Український Центр Міжнародної Спілки діячів театру ляльок UNIMA-УКРАЇНА (офіційна вебсторінка). Архів оригіналу за 2 квітня 2010. Процитовано 22 квітня 2010. [Архівовано 2010-04-02 у Wayback Machine.]